# Reginald Talbot
Reginald Arthur James Talbot (11 juillet 1841 - 15 janvier 1929) est un officier de l'armée britannique, membre du Parlement et gouverneur de Victoria en Australie. 

## Jeunesse
Talbot est né à Londres, le troisième fils d'Henry John Chetwynd-Talbot (plus tard 3e comte Talbot puis 18e comte de Shrewsbury) et Lady Sarah Elizabeth, née Beresford, fille d'Henry Beresford (2e marquis de Waterford). Après avoir fréquenté la Harrow School, il rejoint l'armée britannique et devient sous-lieutenant dans le 1er régiment des Life Guards en 1859. 

## Carrière politique et militaire
De 1869 à 1874, Talbot représente Stafford à la Chambre des communes britannique pour le Parti conservateur. Le 8 mai 1877, il épouse Margaret Jane Stuart-Wortley, petite-fille de James Stuart-Wortley (1er baron Wharncliffe). 
Il retourne au service actif dans l'armée, combattant dans la guerre anglo-zouloue, en Égypte et prenant part à l'échec de l'expédition du Nil pour soulager le général Charles George Gordon à Khartoum. Talbot est nommé Compagnon de l'Ordre du Bain en 1885 et est promu Chevalier Commandeur de l'Ordre du Bain en 1902. Il devient officier général commandant les troupes britanniques en Égypte en 1899. 
Il prête serment en tant que Gouverneur du Victoria en Australie le 25 avril 1904. Il quitte ses fonctions le 8 juillet 1908. 
Talbot est décédé à Londres le 15 janvier 1929. 